# Montafia
Montafia település Olaszországban, Piemont régióban, Asti megyében. Lakosainak száma 938 fő (2023. január 1.). Montafia Buttigliera d’Asti, Cortazzone, Piovà Massaia, Roatto, San Paolo Solbrito, Villanova d’Asti, Capriglio, Piea és Viale községekkel határos.

## Népesség
A település lakossága az elmúlt években az alábbi módon változott:
| Lakosok száma | 945  | 933  | 938  |
|               | 2017 | 2018 | 2023 |